# Isla Macapule
Isla Macapule är en ö i Mexiko. Det är en barriärö mellan Californiaviken och lagunen Estero La Piedra. Isla Macapule tillhör kommunen Guasave i delstaten Sinaloa, i den västra delen av landet.